# Färjan (TV-serie, 2025)
Färjan är en kommande svensk skräckserie i sex delar, med premiär planerad på SVT till 2025. Serien är baserad på Mats Strandbergs roman med samma namn från 2015. Strandberg och Malin Lagerlöf har skrivit seriens manus och för regin svarar Jonas Alexander Arnby.

## Handling
Serien utspelar sig på finlandsfärjan Baltic Charisma som varje dag trafikerar sträckan mellan Stockholm och Helsingfors, och tillbaka. Den här kvällen rullar en husbil ombord på bildäck. I husbilen finns vampyren Edith och hennes son Walter som är på flykt. Det som händer under natten kommer inte bara att påverka de drygt 1 000 passagerare och personal.

## Rollista (i urval)
- Björn Bengtsson - Dan
- Jessica Grabowsky - Pia
- Kolbjörn Skarsgård - Walter
- Tuppence Middleton
- Marika Lagercrantz
- Arvin Kananian
- Thomas Hanzon
- Christopher Wagelin
- Kevin Roxenby da Silva
- Scott Arthur
- Sabina Khamoshi
- Ulrika Nilsson - Madde
- Lissa Edil - Lo